# Carina Madsius
Carina Madsius (geb. 25. September 1989 in Fürth) ist eine deutsche Pianistin, Songwriterin und Musikproduzentin.

## Leben und Wirken
Carina Madsius studierte Klavier an der Hochschule für Musik und Theater München bei Markus Bellheim. 2017 bestand sie ebenfalls an der Musikhochschule München die Aufnahmeprüfung für das Masterstudium Jazz-Komposition und bildete sich dort bei Christian Elsässer und Gregor Hübner fort.
Mit ihrer langjährigen musikalischen Wegbegleiterin, der Sängerin Pia Allgaier, gründete sie 2018 das Projekt Madsius Ovanda, wo sie als Instrumentalistin, Musikproduzentin, Sängerin und Songwriterin wirkt. Außerdem ist sie die Duopartnerin der Perkussionistin Vivi Vassileva, mit der sie regelmäßig auftritt.
Sie trat auf Festivals auf, wie zum Beispiel mit Tom Gregory auf dem NDR Stars Festival, mit dem Verworner-Krause-Kammerorchester auf dem Fusion-Festival, mit Vivi Vassileva auf dem Festival Culturel International de Musique Symphonique in der Opéra d’Alger, mit Lxandra beim Ilosaarirock-Festival in Joensuu oder beim Qstock-Festival in Oulu. 
Unter dem Pseudonym Zylva arbeitet sie als Musikproduzentin und Songwriterin für Künstler im Bereich der Pop-Musik.

## Auszeichnungen
- 1998: 1. Preis bei Jugend Musiziert
- 2012: 1. Preis beim Andrea-Gebhard-Musikwettbewerb
- 2012: John-Lennon-Talent Award mit Goldbird[6]
- 2012: Leonhard und Ida Wolf-Gedächtnispreis, Kulturpreis der Stadt Fürth[7]
- 2013: Josef-Peter-Kleinert-Preis, Theaterpreis der Stadt Fürth[8]
- 2019: Förderung an Madsius Ovanda durch die Initiative Musik der Bundesregierung[9]

## Diskografie
- 2018: Madsius Ovanda – Into The Stars, record-jet
- 2020: Ovanda – Talking Underwater, popup-records[10]
- 2020: Ludwig Wandinger – The Gloss Effect, average negative[11]